# Johan Ernst Gunnerus
Johan Ernst Gunnerus est un homme d'Église et un naturaliste norvégien, né le 26 février 1718 à Christiania et mort le 25 septembre 1773 à Kristiansund.

## Biographie
Il est évêque de Trondheim à partir de 1758 et professeur de théologie à Copenhague.
Passionné par l'histoire naturelle, il constitue une grande collection de spécimens grâce à des voyages dans les différentes régions norvégiennes, notamment au centre et au nord.
Avec les historiens Gerhard Schöning (1722-1780) et  Peter Frederik Suhm (1728-1798), ils fondent la Société Trondheim en 1760. Le roi la reconnaît en 1767 et devient la Société royale des lettres et des sciences de Norvège.
Gunnerus en est le président et le directeur-perpétuel de 1767 à 1773. En 1761, la société commence à faire paraître son journal, Det Trondhiemske Selskabs Skrifter, en publié aujourd'hui sous le titre de Det Kongelige Norske Videnskabers Selskabs Skrifter. C'est dans ce journal que Gunnerus fait paraître en 1765 la première description scientifique du requin pèlerin sous le nom de Squalus maximus.

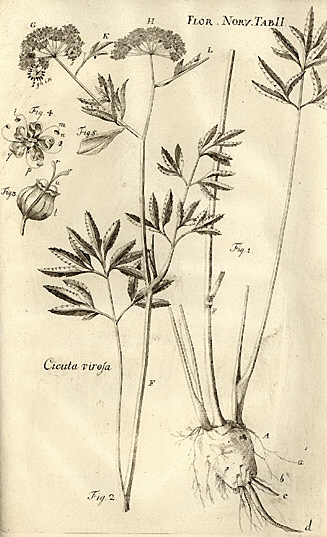
Planche représentant Cicuta virosa tirée de Flora Norvegica.

Il est l'auteur de Flora Norvegica (1766-1776). Il est le premier à étudier la flore de Norvège.  Il contribue également à l'essor de l'ornithologie de son pays.
Gunnerus est le premier à expliquer les aurores polaires par l'action du soleil et qu'il existe également des aurores autour de la lune, de Vénus et de Mercure.
Le genre botanique Gunnera a été nommé en son hommage.

## Œuvres
- Hans opvækkelige Hyrdebrev til det velærværdige, høj- og vellærde Præsteskab i Tronhjems Stift.   J. C. Winding, Trondheim 1758 (Faksimile: Tronheim 1997,  (ISBN 82-7113-075-7); Deutsche Ausgabe: Erwecklicher Hirten-Brief and die Wohlehrwürdige, Hoch- und Wohlgelahrte Priesterschaft im Stifte Druntheim, von dem Verfasser aus dem Dänischen ins Deutsche übersetzt, und mit einigen zur Druntheimischen gelehrten Historie gehörenden Anmerkungen vermehret. Pelt, Trondheim 1758)
- De modis adquirendi ius in re et praesertim dominium secundum principia iuris naturalis. Croeker, Jena 1747 (Dissertation der Universität Jena)
- Tractatus Philosophicus De Libertate Scientifice Adornatus, Cuno, Jena 1747
- Beweis von der Wirklichkeit und Einigkeit Gottes aus der Vernunft, Jena 1748
- Beurtheilung des Beweises der vorherbestimmten Übereinstimmung, Jena und Leipzig 1748
- Dissertatio philosophica, in qua demonstratur praescriptionem non esse iuris naturalis. Schill, Jena 1749 (Dissertation der Universität Jena)
- Vollständige Erklärung des Natur- und Völkerrechts. Nach denen beliebten Grundsätzen des Herrn Hofrath Darjes. In Acht Theilen..., Cröcker, Jena 1752
- Unvolkommene Glückseligkeit dieses Lebens. Trauerrede auf Friedrich Georg Wilhelm Stöber. Jena 1753
- Dissertatio philosophica continens caussam Dei, vulgo theodiceam, ratione originis et permissionis mali in mundo habita, Marggraf, Jena 1754
- Institvtiones Theologiae Dogmaticae. Methodo, Uti Dicitur, Systematica, Inter Alia, Ad Vetustiores Theologos Felicius Intelligendos Conscriptae, Hartungius, Jena 1755
- Ars heuristica intellectualis usibus auditorii adcommodata. Mumme, Leipzig 1756
- Institutiones metaphysicae. Scholis academicis potissimum adcommodatae. Wentzel, Kopenhagen und Leipzig 1757
- Betragtninger over Sielens Udødelighed. Pelt, Kopenhagen 1761 (Digitalisat)
- Flora Norvegica. Observationibus presertim oeconomicis panosque norvegici locupletata. Vingind, Trondheim 1766-1772 (deutsch: Die Flora Norwegens)
- Anmerkungen zu Knud Leem: Beskrivelse over Finmarkens lapper. Deres tungemaal, levemaade og forrige afgudsdyrkelse, oplyst ved mange kaabberstykker. Salikath, Kopenhagen 1767
- Briefwechsel mit Carl von Linné (Ausgabe: Brevveksling 1761-1772, hrsg. von Leiv Amundsen. Universitetsforlag, Trondheim,  (ISBN 82-00-23078-3))